# Ayesha Durrani
Ayesha Durrani, conosciuta anche come Aisha-i-Durani e Aisha Durrani (in persiano از شاعران مشهور‎; Kabul, 1778 – 1853) è stata una poetessa afghana.
È stata una delle mogli di Tīmūr Shāh Durrānī dell’Impero Durrani. Una parte delle sue poesie furono raccolte in un manoscritto nel 1882 e Durrani è considerata la fondatrice della prima scuola per ragazze in Afghanistan.

## Biografia
Ayesha Durrani nacque nel tardo XVIII sec. in Afghanistan. Nacque nella potente famiglia Barakzai come figlia di Yaʻqūb Ali Khān Barakzai, ed in seguito sposò Tīmūr Shāh Durrānī, il secondo sovrano dell’Impero Durrani. Ayesha è diventata una poetessa attiva negli ultimi anni del XVIII sec. e ha continuato a comporre poesie nel XIX sec.; scrisse qasidas, ghazals e fu esperta nella letteratura araba, persiana e in diritto islamico. Durrani è riconosciuta da diverse fonti come la fondatrice della prima scuola per ragazze in Afghanistan.
In seguito al crollo dell’Impero Durrani e all’ascesa dell’Emirato dell’Afghanistan governato da Barakzai nel XIX sec., la poesia di Ayesha Durrani ha suscitato un nuovo interesse. Molte delle sue poesie sono state raccolte da uno scriba afghano in un manoscritto di 336 pagine nel 1882.

## Lascito
Dopo la Rivoluzione di Saur del 1978, il governo afghano ha promosso lo studio dei lavori di Durrani nel tentativo di mobilitare un contributo femminile per i programmi sociali del governo.
Dopo il rovesciamento guidato dagli Stati Uniti del governo talebano afghano (il quale aveva impedito alle donne di proseguire l’istruzione dopo gli otto anni di età), un’agenzia di aiuti stranieri tedesca ha ricostruito due scuole femminili a Kabul, intitolandone una in onore della poetessa Aisha-i-Durani.